# Air Malta
Air Malta er det nationale flyselskab fra Malta. Selskabet er ejet af den maltesiske stat og har hub og hovedkontor på Malta International Airport i byen Luqa. Air Malta blev etableret i 1973.
Selskabet opererede i november 2011 ruteflyvninger til over 30 europæiske destinationer.

## Historie
I starten af 1970'erne søgte den maltesiske regering udenlandsk hjælp til at etablere et flyselskab på øen. Det blev Pakistan International Airlines der blev udvalgt til at starte et flyselskab op. Navnet blev Air Malta, efter et tidligere flyselskab fra Malta. Air Malta blev stiftet 31. marts 1973 og først flyvning blev foretaget 1. april 1974. Fra starten blev der fløjet til seks destinationer med to wet leased Boeing 720 fly. Senere blev der indkøbt tre Boeing 720 og de to leasede flymaskiner blev købt.

## Flyflåde
I november 2011 bestod flåden i Air Malta af 11 fly med en gennemsnitsalder på 6.4 år. Det var fem eksemplarer af Airbus A319-100 og seks af typen Airbus A320-200.